# ياجلو
ياجلو هي قرية في مقاطعة نمين، إيران. يقدر عدد سكانها بـ 146 نسمة بحسب إحصاء 2016.